# Macrobrachium jelskii
El camarón de río (Macrobrachium jelskii) es una especie de crustáceo decápodo paleomónido integrante del género Macrobrachium. Habita en ambientes de agua dulce en el norte y centro de América del Sur.

## Distribución y hábitat
Este camarón se distribuye en ambientes de agua dulce de gran parte de Sudamérica cálida, desde la Guayana Francesa por el norte, hasta el nordeste de la Argentina por el sur, en la laguna Blanca del parque nacional Río Pilcomayo en la provincia de Formosa.

## Características y costumbres

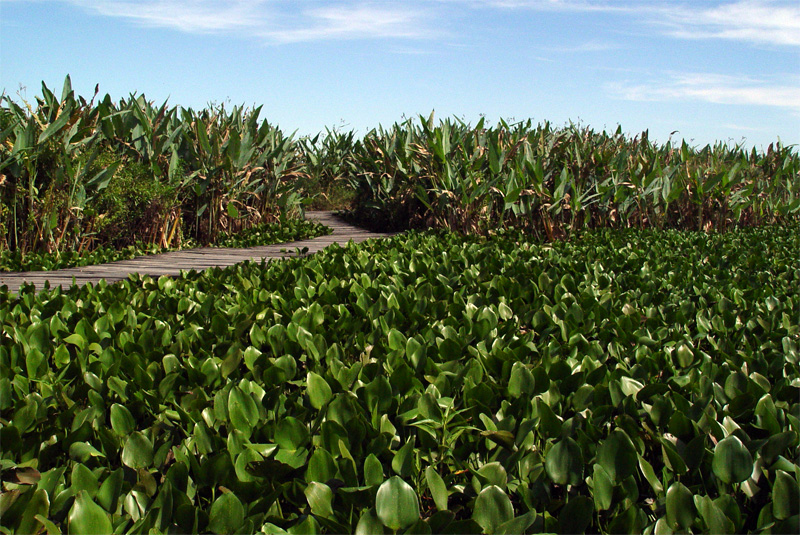
Camalotal (Eichhornia crassipes) y peguajozal (Thalia geniculata); el hábitat de esta especie en su distribución austral: el parque nacional Río Pilcomayo, en el extremo septentrional de la Argentina.

Su actividad horaria se relaciona al volumen de vegetación acuática que lo oculte y a la presión de los predadores.
Esta especie posee un estómago sencillo, el que se compone de una cámara cardíaca y otra denominada pilórica, la cual exhibe paredes delgadas que conforman un bolso con numerosos repliegues. A diferencia de otros camarones, esta especie no presenta estructuras calcáreas o quitinosas.
Puede producir varias puestas por año. De los huevos eclosionan ejemplares que muestran características similares al adulto, aunque de tamaño pequeño.

## Taxonomía
Esta especie fue descrita originalmente en el año 1877 por el zoólogo británico Edward J. Miers.
Localidad tipo
La localidad tipo es: Saint-Georges, Guayana Francesa.